# بزمان
بَزمان یکی از شهرهای استان سیستان و بلوچستان ایران است.
بزمان در ١٠٠ کیلومتری شمال غرب ایرانشهر و در ۴۳۰ کیلومتری مرکز استان (زاهدان) و درفاصله ۱۴۵۱ کیلومتری از تهران واقع شده است.بزمان شهری از توابع شهرستان ایرانشهر و مرکز بخش بزمان است. جمعیت این شهر در سال ۱۴۰۴، ۷،۸۰۲ نفر است. بزمان یکی از باسابقه‌ترین شهرهای استان سیستان و بلوچستان می‌باشد که تنها سابقه بخشی ۱۱۰ ساله داشته است . بر اساس سرشماری سال ۱۳۸۵ جمعیت آن ۴٬۰۰۲ نفر بوده‌است. این شهر از بزرگترین شهر های منطقه مرکزی استان سیستان و بلوچستان است. مردم این شهر از قوم بلوچ هستند، به زبان بلوچی سخن میگویند و مذهب ایشان شیعه است. مردم بزمان از گذشته شیعه مذهب بوده اند.
این شهر در مسیر راه آهن" زاهدان _ چابهار" قرار دارد و با افتتاح ایستگاه راه آهن ایرانشهر، ایستگاهی هم در این شهر ایجاد خواهد شد. جاده ایرانشهر–بزمان و بزمان–ریگان علیرغم تردد ترانزیت کالای بین‌المللی به‌علت دو طرفه بودن تردد زیاد شتر و حیوانات صحرایی مانند الاغ‌های وحشی از عرض جاده و نبود آنتن تلفن همراه پایدار و دائمی از جاده‌های خطرناک در شب ایران است .

## تاریخچه
تمدن اسپیدز در شهر بزمان قرار داشته است. همچنین خرمای سنگ شکن این شهر نیز معروف است.

## جمعیت
بر پایه سرشماری عمومی نفوس و مسکن در سال ۱۳۹۵ جمعیت این مکان ۵٬۱۹۲ نفر (۱٬۳۵۵ خانوار) بوده‌است.

## مردم شناسی

### زبان و مذهب
همه ی مردم شهرستان ایرانشهر و بخش بزمان به دلیل قرارگیری در ناحیه بلوچستان، بلوچ زبان هستند. مذهب مردم بزمان از مدت ها قبل شیعه بوده است.

### جمعیت شناسی
بخش بزمان و شهرستان ایرانشهر مانند اکثر مردم استان سیستان و بلوچستان دارای جمعیتی جوان هستند. به دنبال بافت جمعیتی جوان ایرانشهر و بزمان ، رشد جمعیت در آنها بالا است.میزان ولادت بالاتر از میانگین کشور و میزان مرگ و میر هم به همان نسبت کمتر از میانگین کشور است. شهر بزمان به نسبت استان سیستان و بلوچستان از رشد جمعیت بالاتری برخوردار هست . به طوری که میانگین رشد سالانه جمعیت بزمان(۱٣٩۰_۱٣٩۵) ٢،۱ درصد بوده در حالی که استان سیستان و بلوچستان در همان دوره رشدی برابر با ۱،۸ درصد داشته است.  

## جغرافیا

### کوهستان
(زنده کوه) کوه آتشفشانی نیمه‌فعال بزمان در فاصله ۴۰ کیلومتری شمال غرب بزمان قرار دارد.

### جنگل
منطقه بزمان در یک دهه گذشته جنگل‌های پردرخت و دشت‌هایی پر از گل نرگس داشت.

### مناطق محافظت شده
بزمان دارای منطقه حفاظت شده می‌باشد که حیوانات مختلف از جمله یوز پلنگ ، آهو ، بزکوهی ، قوچ و پرندگانی مانند کبک و تیهو (سیسو) و… در این منطقه زیست می‌کنند. کوهستانهای بزمان دارای پتانسیل داروهای گیاهی فراوانی هستند. در بزمان چشمه‌های آب گرم زیادی وجود دارد که آبگرم معروف بزمان در دسترس عموم و قابل بهره برداری است. 

## محصولات کشاورزی
از محصولات عمده کشاورزی بزمان خرما، حنا و چای ترش می‌باشند که خرمای منحصربه‌فرد سنگ‌شکن فقط در این منطقه با کیفیت ثمر می‌دهد